# 20 kilomètres marche masculin aux Jeux olympiques d'été de 1960
Navigation
Melbourne 1956 Tokyo 1964
L'épreuve du 20 kilomètres marche masculin aux Jeux olympiques de 1960 s'est déroulée le 2 septembre 1960 avec une arrivée au Stade olympique de Rome, en Italie.  Elle est remportée par le Soviétique Volodymyr Holubnychy.